# Abbaye du Perray-Neuf

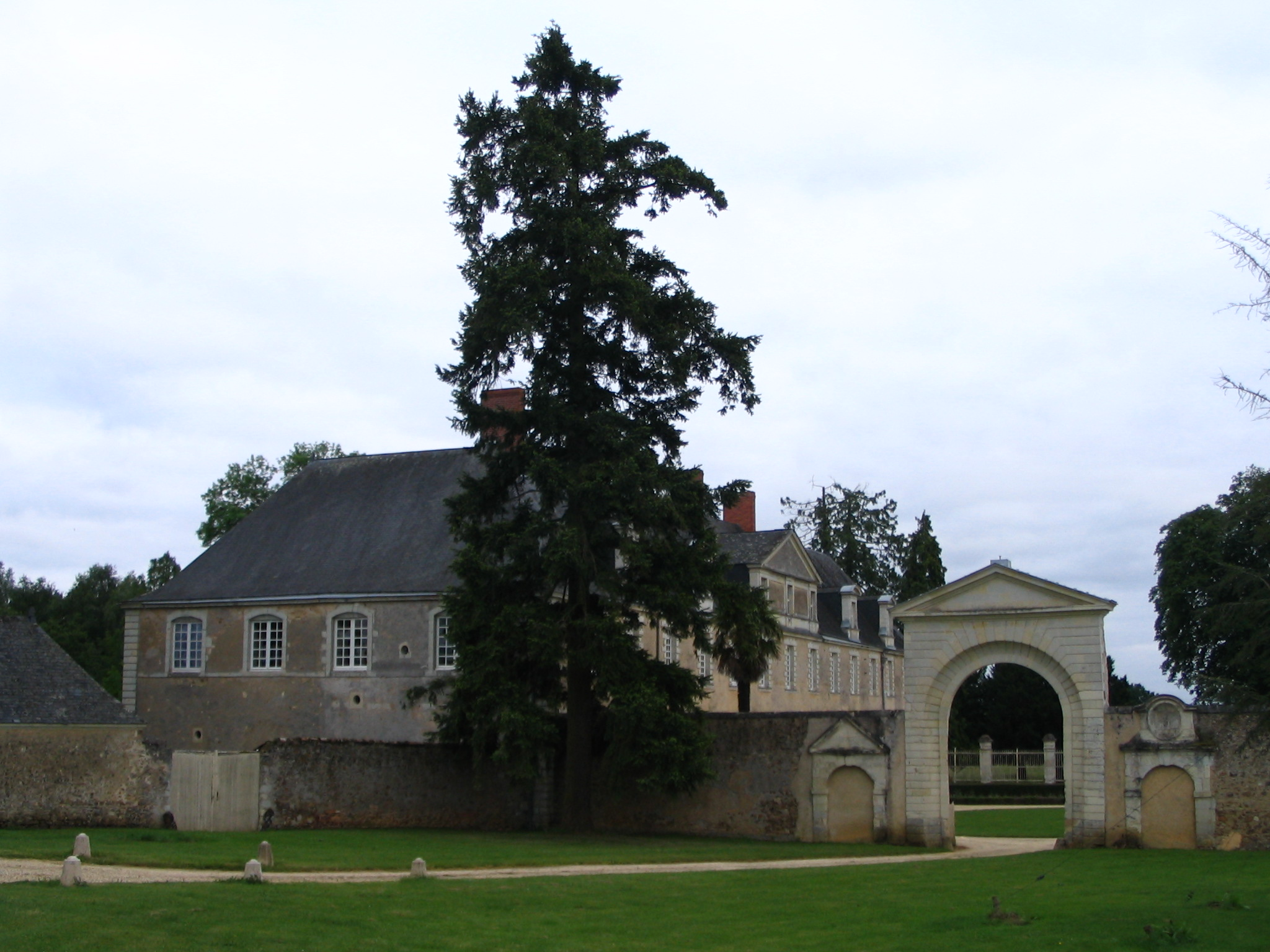
Porche monumental de l'ancienne abbaye du Perray-Neuf.

L'abbaye du Perray-Neuf, (Perradii Novi), appelée également abbaye des Prémontés du Perray-Neuf, est une ancienne abbaye de l'ordre des chanoines réguliers de Prémontré, appelé couramment Prémontrés. Elle a été fondée en 1189 par Robert IV de Sablé. L'abbaye du Perray-Neuf est située à Précigné près de Sablé-sur-Sarthe dans le Haut-Anjou de l'ancienne province d'Anjou au sud-est du département de la Sarthe.

## Histoire
L'abbaye fut fondée en 1189 par Robert IV de Sablé, seigneur de Sablé, et le onzième maître de l'ordre du Temple. Il a combattu au côté de Richard Cœur de Lion pendant la troisième croisade. Il fonda une autre abbaye, peu de temps avant, l'abbaye du Perray-aux-Nonnains à Écouflant au nord-est d'Angers.
L'abbaye du Perray-Neuf est définitivement implantée sur le site actuel en 1209. Elle regroupa une quarantaine de moines jusqu’au XVIe siècle et fut un des centres religieux majeurs du Haut Anjou. Autour de l’abbatiale du XIIIe siècle alors conservée, les bâtiments conventuels sont complètement reconstruits sous l'Ancien Régime.
En 1209, Guillaume des Roches, sénéchal d'Anjou, seigneur de Sablé, et de Marguerite de Sablé, sa femme, ont reçu entre autres choses « la seigneurie, auctorité, comodité, pugnicion, avecques touz les revenuz des terres, eaux, garennes, ville et chastel dudit lieu de Sablé ».
L'abbaye était sous la juridiction religieuse du curé de Courtillers (Cortilleriis), pour toutes les censures ecclésiastiques que celui-ci avait pu encourir. Le curé de Courtillers donnait  son absolution en vertu d'une délégation de l'official d'Angers, qui lui-même avait reçu des pouvoirs spéciaux des cardinaux Talerand et de Saint-Vital, nonces du Saint-Siège en France.
Foi et hommage des abbés du Perray-Neuf au prévôt d'Anjou pour le droit de pêche que l'abbaye avait en la rivière de Sarthe au Moyen Âge et à l'époque de la Renaissance.
Les procès soutenus par l'abbaye étaient jugés devant les assises de Baugé au Moyen Âge, puis de Sablé.
En 1450, aveu et dénombrement rendu par les religieux du Perray-Neuf au roi de Sicile, René d'Anjou, duc d'Anjou et baron de Sablé.
Dès le XVe siècle, de la Renaissance et jusque sous l'Ancien Régime, les religieux du Perray-Neuf étaient «maistre escolle» à l'université d'Angers. Les lieutenants généraux des sénéchaussées de l'Anjou, conservateurs des privilèges de l'université d'Angers, confirmaient que les religieux du Perray-Neuf, en leur qualité de supports ou d'agrégés de ladite université, avaient droit de faire juger tous leurs procès à Angers. Les religieux enseignaient et attestaient aux examens les étudiants sous l'autorité du recteur et du  collège universitaire angevin « famose universitatis studii generalis Andegavensis ».

## Description
Seuls subsistent actuellement de cet ensemble le porche monumental, l’aile du logis abbatial (XIIIe siècle). L’abbaye se singularise surtout par ses décors intérieurs (lambris, cheminées), dont la richesse et la profusion sont en contraste avec la façade sobre, typique de l’architecture monastique dans le dernier siècle de l’Ancien Régime.
Une importante restructuration fut mise en place de 1675 à 1710, notamment pour les bâtiments conventuels. Lors de la Révolution française, l’abbaye ne comptait plus que sept religieux.
À la fin du XIXe siècle, l'établissement fut acquis par une famille pieuse, Rousseau. C'est la raison pour laquelle, le 2 octobre 1939, l'évêque du Puy-en-Velay Norbert-Georges-Pierre Rousseau y décéda.
Le logis abbatial, pour ses façades et toitures, son vestibule et plusieurs pièces décorées (grand salon, salle à manger, sept chambres à l’étage), ainsi que le porche d'entrée, le puits et le pont sur la  Belle Hoirie font l’objet d’un classement au titre des monuments historiques depuis le 27 juin 1983.
Les façades et toitures des communs, ainsi que le pigeonnier font l’objet d’une inscription au titre des monuments historiques depuis le 27 juin 1983.
L'ensemble avait fait l'objet d'une première protection en 1926